# Marion van Dorssen
Marion van Dorssen (22 de febrero de 1968) es una deportista neerlandesa que compitió en judo. Ganó una medalla de bronce en el Campeonato Mundial de Judo de 1991, y dos medallas de bronce en el Campeonato Europeo de Judo en los años 1989 y 1991.

## Palmarés internacional
| Campeonato Mundial | Campeonato Mundial     | Campeonato Mundial | Campeonato Mundial |
| Año                | Lugar                  | Medalla            | Categoría          |
| ------------------ | ---------------------- | ------------------ | ------------------ |
| 1991               | Barcelona (España)     | Medalla de bronce  | –72 kg             |
| Campeonato Europeo |                        |                    |                    |
| Año                | Lugar                  | Medalla            | Categoría          |
| 1989               | Helsinki (Finlandia)   | Medalla de bronce  | –72 kg             |
| 1991               | Praga (Checoslovaquia) | Medalla de bronce  | –72 kg             |